# Alfred Boehm-Tettelbach
Alfred Boehm-Tettelbach, nemški general, * 28. marec 1878, Erstein, † 12. julij 1962, Berlin.